# Opua nephodes
Opua nephodes es una especie de peces de la familia de los Gobiidae en el orden de los Perciformes.

## Morfología
Los machos pueden llegar a alcanzar los 4,4 cm de longitud total.

## Depredadores
En las Hawái es depredado por Sphyrna Lewin .

## Hábitat
Es un pez de Mar y, de clima tropical y asociado a los  arrecifes de coral que vive entre 1-169 m de profundidad.

## Distribución geográfica
Se encuentra en el Pacífico: las Islas Hawái e Islas Marshall.

## Observaciones
Es inofensivo para los humanos. 